# Litargus multiguttatus
Litargus multiguttatus is een keversoort uit de familie boomzwamkevers (Mycetophagidae). De wetenschappelijke naam van de soort werd in 1895 gepubliceerd door Arthur Mills Lea.